# Vivalto
 (février 2020).
Si vous disposez d'ouvrages ou d'articles de référence ou si vous connaissez des sites web de qualité traitant du thème abordé ici, merci de compléter l'article en donnant les références utiles à sa vérifiabilité et en les liant à la section « Notes et références ».

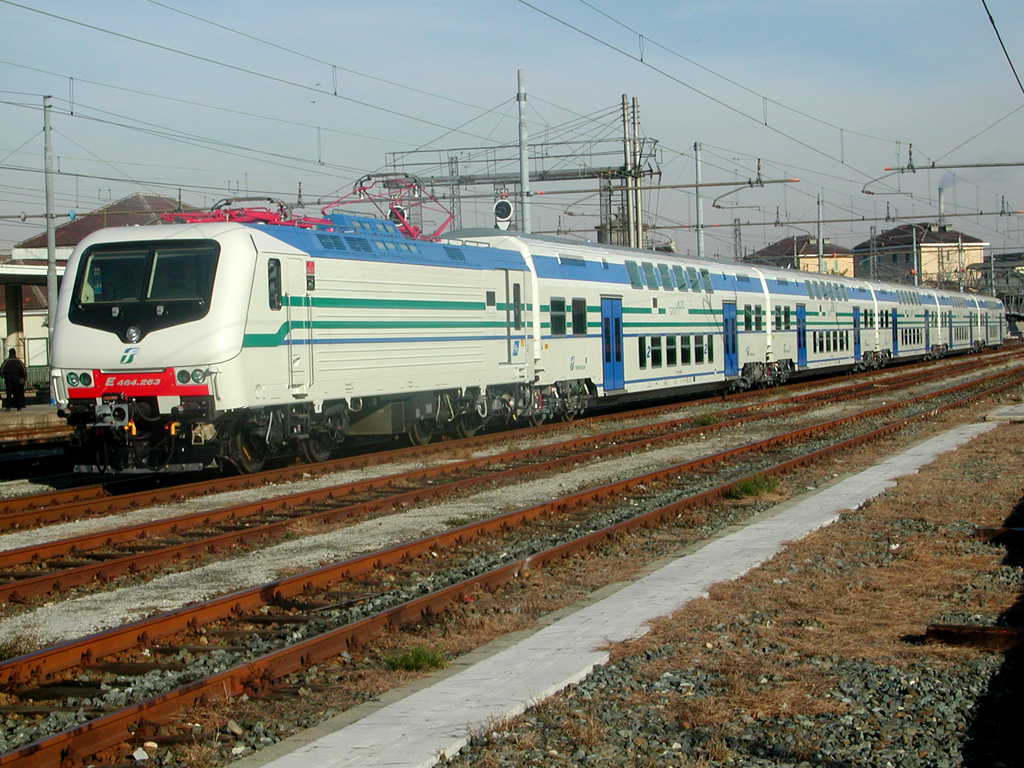
Vivalto

Vivalto est le nom donné à un convoi ferroviaire italien, construit durant les premières années du XXIe siècle par le groupement spécialisé italien Corifer.
Cette rame est la dernière arrivée dans la nombreuse famille de Trenitalia avec une mise en service commercial en 2005 sur les lignes à forte affluence.

## Caractéristiques
Le nom Vivalto a été choisi après un concours d'idées lancé par Trenitalia où l'on a défini une liaison entre Vivaldi et Alto. Cette idée reprend ce qui avait été initié avec le Minuetto de baptiser les rames de trains avec des noms évoquant la musique.
Le Vivalto est une rame tractée réversible à haute technologie, équipée de grandes nouveautés pour le monde ferroviaire : l'information des passagers est assurée par diffusion audio et écrans LCD visibles partout dans le train, capable de transmettre des programmes télévisés pour l'On-Board Entertainment, d'une protection contre le vandalisme grâce à un réseau très dense de vidéosurveillance. Chaque place est équipée d'une prise électrique.
Le Vivalto est construit par le groupement de trois entreprises italiennes Corifer.
Le projet a été réalisé avec une planification très serrée, jamais envisagée auparavant.
Le Vivalto n'est pas une rame indéformable comme le Minuetto ou les ETR, la composition de la rame pouvant varier. Chaque train est doté d'une voiture pilote équipée pour l'accès aux handicapés sans assistance extérieure, une vaste soute à bagages, un compartiment porte-skis et porte-bicyclettes.
Le Vivalto appartient à la nouvelle génération de convois conçus avec la livrée XMPR unifiée. Il est prévu pour utiliser les motrices E.464 de nouvelle génération, dont il reprend l'esthétique à l'avant.
Une voiture coûte environ 1 140 000 €, la voiture pilote 1 290 000 €, le train  complet (locomotive et 5 caisses) 8 120 000 €, et dispose de 596 places utiles dans la version seconde classe sinon 560 places dans la version avec une première classe.
Actuellement, le Vivalto est le moyen de transport ferroviaire italien avec le meilleur rapport  prix par passager : une place coûte entre 13 600 € et 14 500 €, contre 22 900 € et 24 000 € pour le Minuetto et 16 000 € pour une automotrice ALn 663 (coût actualisé).